# Bulvar Admirala Ushakova
Bul'var Admirala Ushakova (in russo Бульвар Адмирала Ушакова?) è una stazione della Linea Butovskaja, la linea L1 della Metropolitana di Mosca. È stata inaugurata il 27 dicembre 2003.